# Näätämöjoki
La rivière Näätämö ou Neidenelva (finnois : Näätämöjoki, same du Nord : Njeävdám, norvégien : Neidenelva) est un cours d'eau de Laponie en Finlande,.

## Description
Le fleuve part du lac Iijärvi dans la municipalité d'Inari puis elle traverse la municipalité de Sør-Varanger et se jette dans le Neidenfjord, un bras  du Varangerfjord et la mer de Barents.
La partie finlandaise du fleuve en Finlande, le Näätämö, est longue d'environ 50 kilomètres  pour un dénivelé d'environ 130 mètres par rapport à l'altitude du lac Iijärvi.
À plusieurs endroits, la rivière s'élargit en lacs, dont les plus grands sont les lacs Kaarttilompolo, Vuodasluobal et Opukas.